# Стефанівщина
Стефані́вщина — село Миргородського району Полтавської області. Населення станом на 2001 рік становило 153 особи. Входить до складу Великобагачанської селищної громади.

## Географія
Село Стефанівщина знаходиться за 3,5 км від правого берега річки Псел, за 1,5 км від села Степанівка. По селу протікає пересихаючий струмок із загатою.
Віддаль від центру громади — 14 км, від найближчої залізничної станції Гоголеве — 32 км.

## Історія
Село Стефанівщина виникло в першій половині XIX ст. і належало до Багачанської волості Миргородського повіту Полтавської губернії.
У 1855 році за сприяння і кошти Стефановича Данила Яковича в селі була збудована дерев'яна Всіхсвятська церква.
За даними на 1859 рік у власницькому селі Стефанівщині Миргородського повіту Полтавської губернії, мешкало 249 осіб (124 чоловічої статі та 125 — жіночої), налічувалось 12 дворових господарств, існував завод.
Село було власністю заможного землевласника Стефановича Данила Яковича.
Станом на 1885 рік у колишньому власницькому селі Стефанівщині Багачанської волості мешкало 200 осіб, налічувалось 26 дворових господарств, існували православна церква, постоялий будинок, 5 вітряних млинів, цегельний і винокурний заводи.
За переписом 1900 року в селі Стефанівщині Багачанської волості Миргородського повіту Полтавської губернії була Стефанівська селянська громада, що об'єднувала 45 дворів, 319 жителів, було дві школи — земська і церковнопарафіяльна.
У 1902 році місцева церква володіла 35 дес. 696 кв. саж. ружної й садибної землі. Мала муровану сторожку, будинки для причту. Діяли бібліотека; у парафії були земська школа, школа грамоти, церковнопарафіяльне попечительство. До парафії входили с. Степанівка (Грабщина), хутори Саєвий, Широкий. У 1902 році парафіян — 771 душа чоловічої, 731 душа жіночої статі; у 1912 році парафіян привілейованих станів — 1, міщан — 15, козаків — 296, селян — 1509.
У 1912 році в селі Стефанівщині був 1771 житель, діяла земська школа.
У січні 1918 року в селі розпочалась радянська окупація.
Станом на 1 лютого 1925 року село входило до Степанівської сільської ради Остапівського району Лубенської округи.
У 1932–1933 роках внаслідок Голодомору, проведеного радянським урядом, у селі загинуло 36 мешканців.
З 16 вересня 1941 по 14 вересня 1943 року Стефанівщина була окупована німецько-фашистськими військами.
До 2016 року орган місцевого самоврядування — Степанівська сільська рада.

## Комуна "Червона левада"
Коли завершувалась громадянська війна на теренах поваленої Російської імперії, у 20-х роках ХХ століття на цю місцину — землі заможного землевласника Стефановича — приїхало багато сибіряків-каторжників, переважно з українськими прізвищами: Ковтуни, Бутенки, Ляхи...
Через певний час серед безлюдного степу виникло поселення — комуна «Червона левада». До сибіряків приєдналися незаможні місцеві селяни. Власними руками по цеглинці вони взялися будувати собі кращу долю. Згодом «Червона левада» мала все необхідне — велику їдальню, клуб, лазню, контору, житлові будинки. В обробітку у комунарів було 300 гектарів землі, коні, воли, необхідний реманент. У парку барона Стефановича тримали пасіку. Вирощували добрі врожаї, тримали живність, зокрема, значне свинопоголів‘я.
У 1932 році удару по ній завдав руйнівний вал Голодомору. «Червону леваду» приєднали до колгоспу ім. Дзержинського (прилегле село Степанівка).
У 1958 році колгоспи сусіднього села Степанівки ім. Ворошилова, ім. Дзержинського та ім. Будьонного об’єднали в один. Його вирішили назвати "Комунаром" на честь комуни "Червона левада", яка діяла у с. Стефанівщина. Господарство мало високі економічні показники, які визнавалися одними з кращих в районі, впевнено утримуючи лідируючі позиції протягом багатьох років. Підприємство існує дотепер під назвою ПП "Комунар".

## Населення

### Мова
Розподіл населення за рідною мовою за даними перепису 2001 року:
| Мова       | Кількість | Відсоток |
| ---------- | --------- | -------- |
| українська | 147       | 96.08%   |
| російська  | 6         | 3.92%    |
| Усього     | 153       | 100%     |

## Відомі люди
- Фундатор місцевої дерев’яної Всіхсвятської церкви Стефанович Данило Якович (?–?) — благодійник, губернський секретар